# S Vulpeculae
S Vulpeculae  är en pulserande variabel av Delta Cephei-typ (DCEP) i stjärnbilden Räven. 
Stjärnan varierar mellan visuell magnitud +8,69 och 9,42 med en period av 68,464 dygn.